# Paroster verrucosus
Paroster verrucosus är en skalbaggsart som först beskrevs av Watts och William F. Humphreys 2004.  Paroster verrucosus ingår i släktet Paroster och familjen dykare. Inga underarter finns listade i Catalogue of Life.